# Slovákova komora
Slovákova komora je budova na uskladnění potravin stojící u domu čp. 38 v obci Provodov v okrese Zlín. Je kulturní památkou České republiky.

## Popis
Komora je zděná patrová stavba s pavláčkou v prvním patře. V přízemí i v patře jsou trámové stropy. V patře trámový strop vystupuje nad pavláčku a je v něm otvor pro žebřík. Komora má sedlovou střechu krytou eternitem.
Komory pro uskladnění potravin byly typické stavby lidové architektury v oblasti Luhačovického Zálesí. Stavěly se mimo hlavní budovu, aby byly chráněny v případě požáru hlavního stavení. V dolní části (přízemí) bylo ve velkých skříních uskladněno obilí, ale také brambory a řepa. V patře byly dřevěné zásobníky na mouku, na bidlech visela slanina a uzené maso, uskladněno zde bylo sušené ovoce a do  malované truhly se ukládalo obnošené šatstvo.